# Pavlovîci, Ovruci
Pavlovîci (în ucraineană Павловичі) este un sat în comuna Pișceanîțea din raionul Ovruci, regiunea Jîtomîr, Ucraina.

## Demografie
Componența lingvistică a localității Pavlovîci
     Ucraineană (100%)
Conform recensământului din 2001, toată populația localității Pavlovîci era vorbitoare de ucraineană (100%).